# Barmbrack

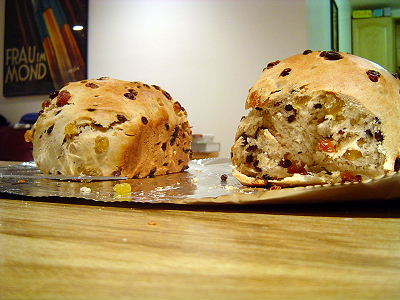
Barmbrack

Barmbrack lub Brack (irl.: Bairin Breac) – chleb na drożdżach z dodatkiem herbaty i rodzynek popularny w Irlandii w okresie Halloween. Jest on słodszy niż zwykły chleb, ale nie tak słodki jak ciasto. Słodkiego smaku dodają rodzynki. Barmbrack podaje się zwykle z herbatą, w formie kromki z masłem.
Barmbrack tradycyjnie może zawierać wewnątrz bochenka różne przedmioty będące rodzajem wróżby. Może to być groszek, patyk, kawałek tkaniny, moneta lub pierścień. W sprzedaży detalicznej można znaleźć barmbrack z pierścionkiem w formie zabawki.